# Rue Jean-Moulin (Les Lilas)
Pour les articles homonymes, voir Rue Jean-Moulin.
La rue Jean-Moulin est une voie de la commune française des Lilas.

## Situation et accès
Cette voie relie la rue de Paris à la rue Henri-Barbusse qui la prolonge en direction de Pantin. Elle  croise notamment la rue La Rochefoucauld, la rue Meissonnier et la rue du Tapis-Vert.
Elle est desservie par la station de métro Mairie des Lilas, sur la ligne 11 du métro de Paris.

## Origine du nom

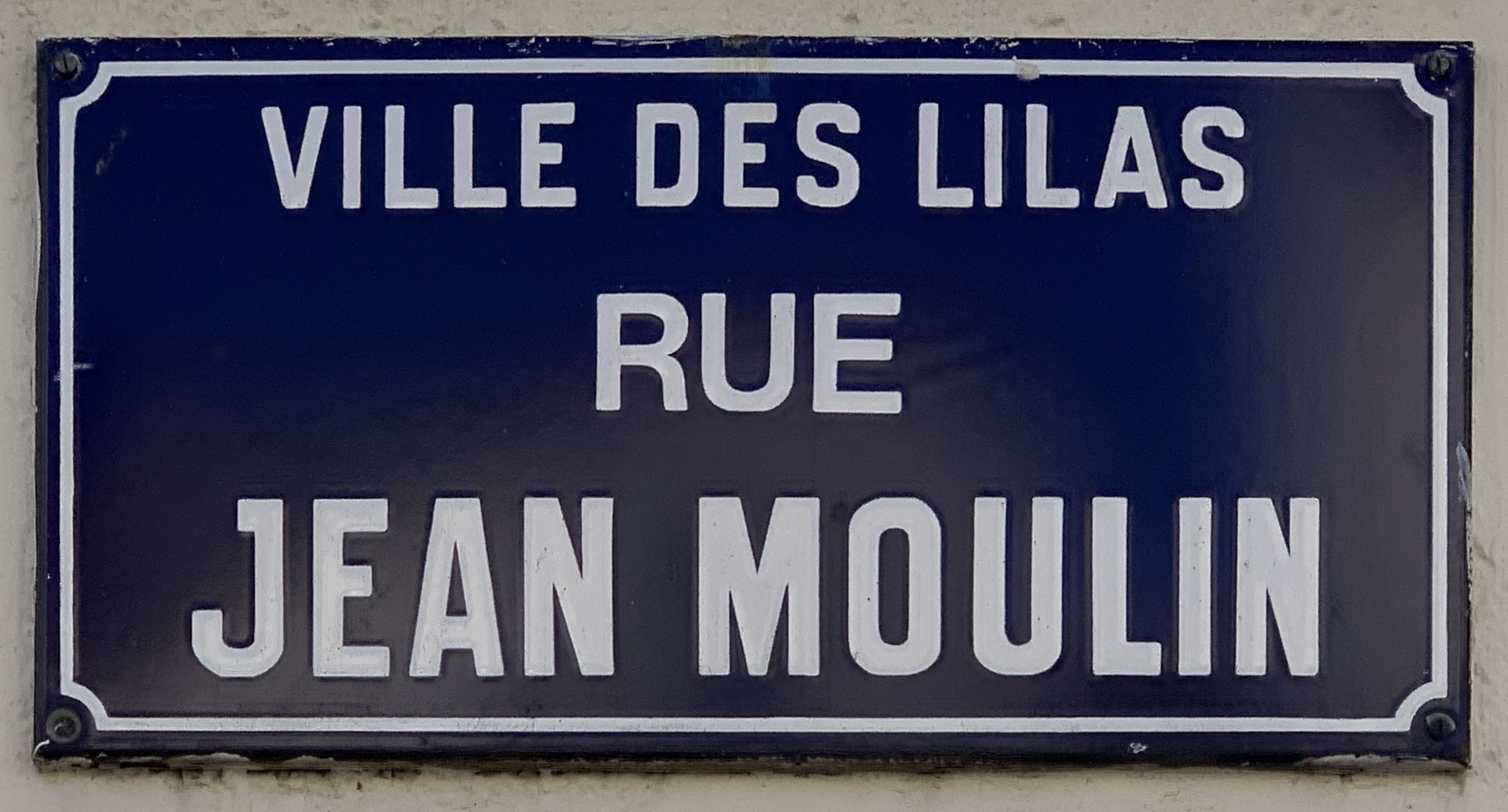
Plaque de la rue Jean-Moulin.

Le nom actuel de cette rue a été donné en hommage à Jean Moulin, résistant français, fondateur du Conseil national de la Résistance.

## Historique

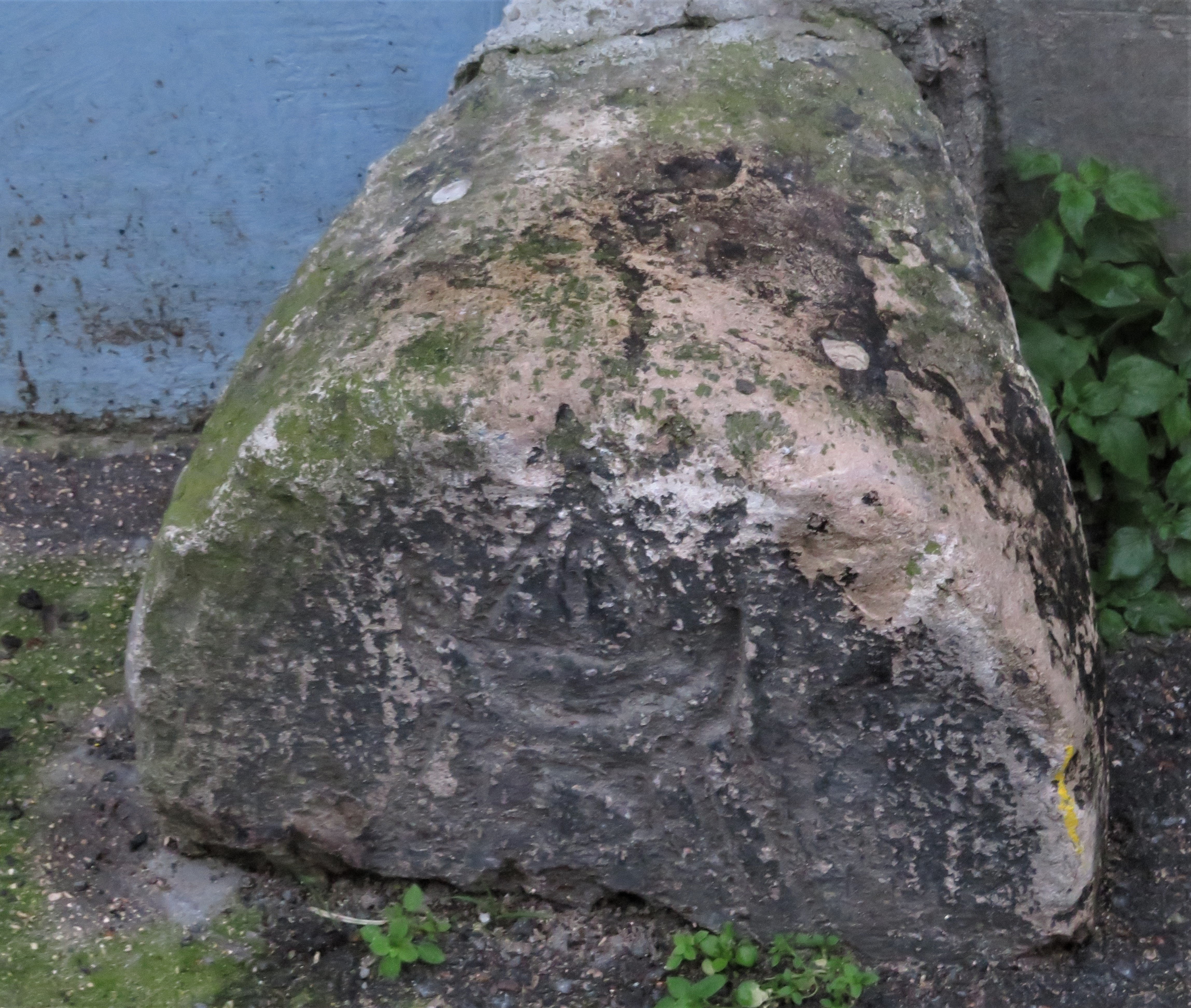
Borne des eaux 44 rue Jean-Moulin

Cette voie a tout d'abord été connue sous le nom de chemin de la Fontaine-Carrée, appellation partagée par la rue Henri-Barbusse.
Comme le montrent des cartes du XVIIIe siècle, elle traversait le bois et marquait la séparation de Romainville et Pantin. 
Cet ancien nom provient des «sources du Nord», faisant partie des eaux du Pré-Saint-Gervais qui alimentaient Paris en eau potable. Une borne qui marquait autrefois le passage d'une conduite subsiste encore sur un trottoir de la rue. Portant une représentation primitive du bateau des Nautes, elle marquait le passage d'une pierrée aboutissant à la fontaine du Trou-Carré, regard situé en bas de la rue de Bellevue.
En 1850, est créé le lotissement de l’Avenir, rassemblant les rues de la Paix, Meissonnier, de la Prévoyance, de la Rochefoucauld, et qui donne son nouveau nom à la rue. C'est un des premiers foyers de peuplement de la ville. Nombre d'immeubles de cette période, œuvres d'architectes de renom, sont toujours présents,.
L'église Notre-Dame-du-Rosaire y est construite en 1888, puis rebâtie en 2011.

## Bâtiments remarquables et lieux de mémoire
- Église Notre-Dame-du-Rosaire des Lilas[8].

## Notes et références

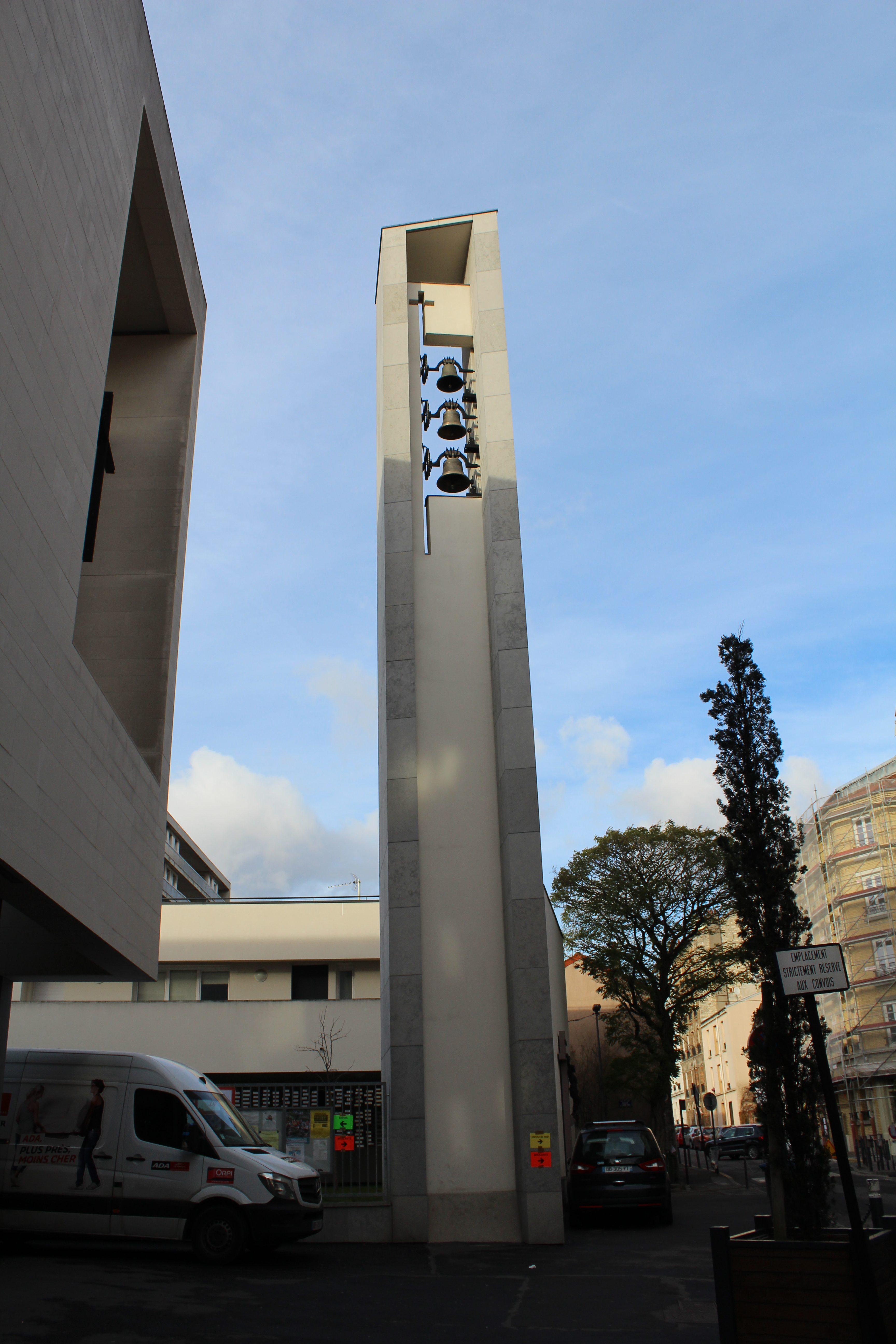
Notre-Dame-du-Rosaire, au Lilas.